# 거대세포바이러스

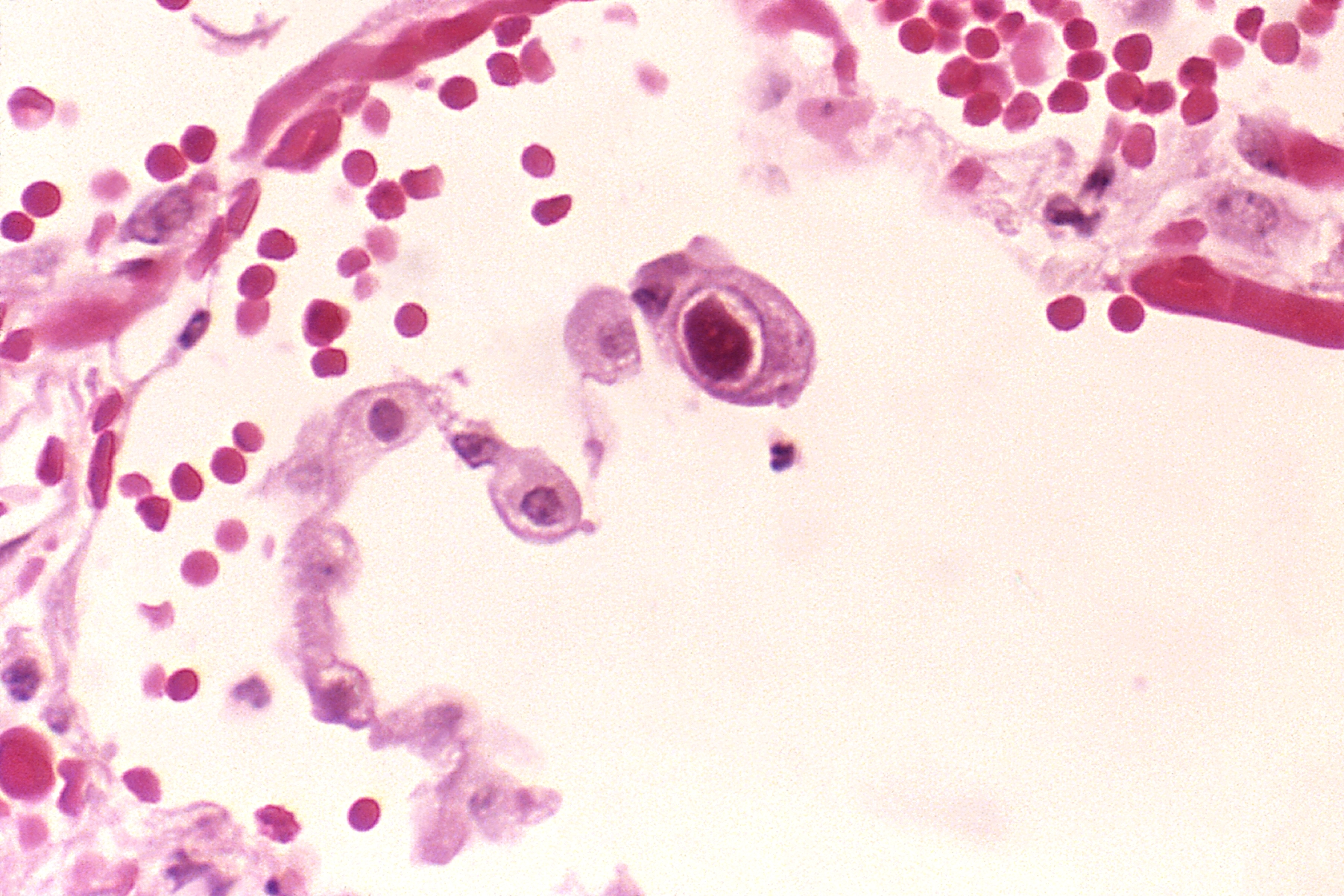
"올빼미 눈"이라고 불리는 봉입체는 폐포세포가 CMV에 감염되었을 때 전형적으로 나타나는 병증이다.

거대세포바이러스(Cytomegalovirus, CMV)는 헤르페스바이러스목 헤르페스바이러스과 베타헤르페스바이러스아과에 속하는 바이러스의 속이다. 인간과 원숭이가 숙주이며, 총 여덟 종의 바이러스가 여기 속하는데, 기준종으로는 인간에게 감염되는 인간 베타헤르페스바이러스 5(인간 거대세포바이러스, HCMV, HHV-5)가 있다. 이 HHV-5에 감염되면 감염성 단핵구증과 폐렴이 나타난다. 의료 문헌에서 별다른 언급 없이 그냥 CMV라 하는 것은 대부분 이 바이러스를 의미하며, 가장 많이 연구된 CMV속의 바이러스이기도 하다.

## 분류학
CMV는 헤르페스바이러스과 중에서도 베타헤르페스바이러스아과에 속하는데, 이 아과에는 무로메갈로바이러스와 돌발진바이러스(인간 헤르페스바이러스 6과 인간 베타헤르페스바이러스 7)가 속한다. 또 CMV는 단순포진바이러스 1과 2, 그리고 수두대상포진바이러스가 속하는 알파헤르페스바이러스아과와, 엡스타인-바 바이러스와 카포시 육종-관련 허피스바이러스가 속하는 감마헤르페스아과가 포함된다.
거대세포바이러스에 속하는 일부 종들은 포유류를 숙주로 삼는다. 가장 많은 연구가 진행된 바이러스는 인간 베타헤르페스바이러스 5(HHV-5)로도 알려진 인간 거대세포바이러스이다. 이 속에 속한 다른 바이러스종들은 대부분 유인원을 숙주로 삼는데, 침팬지와 오랑우탄을 감염시키는 침팬지 거대세포바이러스(CCMV)와 마카크를 감염시키는 붉은털원숭이 거대세포바이러스 (RhCMV), 원숭이 거대세포바이러스(SCCMV)가 있다. CCMV는 파닌 베타헤르페스바이러스 2 (PaHV-2) 또는 오랑우탄 베타헤르페스바이러스 4 (PoHV-4)라고도 불리며 SCCMV는 긴꼬리원숭이 베타헤르페스바이러스 5 (CeHV-5), RhCMV는 긴꼬리원숭이아과 베타헤르페스바이러스 8(CeHV-8)으로 불리기도 한다.
임시적으로 이 속에 분류되고 있는 바이러스로 헤르페스바이러스 아오투스 1과 헤르페스바이러스 아오투스 3가 있는데, 둘 다 올빼미원숭이(Aotus)에서 발견되어 이와같은 이름이 붙여졌다. 과거에 이전에 거대세포바이러스로 분류되었으나 현재는 따로 분리된 무로메갈로바이러스에 속하는 바이러스로는 설치류에서 발견되는 쥐과 베타헤르페스바이러스 1(MuHV-1)라고도 불리는 생쥐 거대세포바이러스 (MCMV), 그리고 쥐(rat)에서 발견되는 쥐과 베타헤르페스바이러스 2(MuHV-2)가 있다.

### 종
이 속에 속하는 11개의 종은 다음과 같다.
- 올빼미원숭이 베타헤르페스바이러스 1 (Aotine betaherpesvirus 1)
- 꼬리감는원숭이 베타헤르페스바이러스 1 (Cebine betaherpesvirus 1)
- 긴꼬리원숭이 베타헤르페스바이러스 (Cercopithecine betaherpesvirus 5)
- 인간 베타헤르페스바이러스 5 (Human betaherpesvirus 5)
- 마카크 베타헤르페스바이러스 3 (Macacine betaherpesvirus 3)
- 마카크 베타헤르페스바이러스 8 (Macacine betaherpesvirus 8)
- 맨드릴 베타헤르페스바이러스 1 (Mandrilline betaherpesvirus 1)
- 파닌 베타헤르페스바이러스 2 (Panine betaherpesvirus 2)
- 개코원숭이 베타헤르페스바이러스 3 (Papiine betaherpesvirus 3)
- 개코원숭이 베타헤르페스바이러스 4 (Papiine betaherpesvirus 4)
- 다람쥐원숭이 베타헤르페스바이러스 4 (Saimiriine betaherpesvirus 4)

## 구조
거대세포바이러스에 속하는 바이러스들은 정이십면체의 외피를 가지며 구형 다형성과 T=16 대칭성을 가진다. 직경은 150에서 200nm의 크기이며, 유전체는 선형이고 비분절형이며, 대략 200kb의 길이를 가진다.
| 속               | 구조        | 대칭성 | 캡시드 | 유전체 형태 | 유전체 분절성 |
| ---------------- | ----------- | ------ | ------ | ----------- | ------------- |
| 거대세포바이러스 | 구형 다형성 | T=16   | 외피   | 선형        | 비분절형      |

## 생애주기
바이러스 복제는 핵에서 이루어지며 용원성 생활사를 가진다. 숙주 세포로의 침입은 바이러스의 당단백질이 숙주 세포의 막에 있는 수용체와 결합하여 세포내이입을 일으킴으로써 이루어진다. DNA 복제는 이중나선 DNA의 양방향성 복제 모델을 따른다. 전사는 선택적 스플라이싱 메커니즘으로, 번역은 누설 스캐닝 메커니즘으로 이루어진다. 이 바이러스는 핵 출리를 통해 핵 바깥으로 나가고, 출아를 통해 세포 밖으로 확산된다. 인간과 원숭이가 숙주이며, 접촉, 소변, 타액으로 전염된다.
| 속               | 숙주         | 감염 조직 | 침입 기작 | 확산 기작 | 복제 장소 | 조립 장소 | 전염 매개  |
| ---------------- | ------------ | --------- | --------- | --------- | --------- | --------- | ---------- |
| 거대세포바이러스 | 인간, 원숭이 | 상피 점막 | 당단백질  | 출아      | 핵        | 핵        | 소변, 타액 |

모든 헤르페스바이러스의 공통점은 신체 내에서 오랜 시간동안 잠복할 능력이 있다는 것이다. CMV의 경우 몸 전체에서 발견되지만 주로 감염되는 장소는 침샘이다.

## 유전공학
유전공학 분야에서 CMV의 촉진유전자는 구성적 발현성으로 인해 포유류 세포를 다룰 때 벡터로 많이 사용된다.

## 역사
거대세포바이러스는 독일의 병리학자 휴고 리베르트에 의해 1881년 처음으로 발견되었다. 그는 신생아의 세포에서 비대해진 세포와 비대해진 핵을 발견해 기록으로 남겼다. 이후 1956년과 1957년 사이에 토마스 허클 웰러는 스미스, 로와 함께 이 바이러스를 분리하는 것에 성공한다. 1990년에는 인간 거대세포바이러스의 유전체가 처음으로 알려졌는데, 당시까지 알려진 유전체 중 가장 길고 정확한 것이었다.
2020년 1월 장 로런트 카사노바(Jean-Laurent Casanova)의 지도 하에 록펠러 대학교의 과학자들은 산화질소 합성효소 2 (NOS2)의 결핍과 CMV의 치사 사례 사이의 연관성을 발견했다. 이 발견을 통해 NOS2의 결핍을 조사함으로써 CMV에 걸리기 쉬운 정도를 측정할 수 있고, 새로운 CMV 치료법을 개발하는 단서가 될 수도 있을 것이라고 기대하고 있다.